# Galegeeska revoilii
Galegeeska revoili là một loài động vật có vú trong họ Macroscelididae, bộ Macroscelidea. Loài này được Huet mô tả năm 1881.